# Kura Sushi
Kura Sushi, Inc. (くら寿司, Kura zushi) est une chaîne de restaurant Kaitenzushi,. C'est la deuxième plus grande chaîne de restaurant sushi au Japon, derrière Sushiro et devant Hama Sushi. Son siège est à Sakai, dans la préfecture d'Osaka. Elle compte 543 restaurants au Japon, 56 à Taïwan, et 69 aux États-Unis.

## Histoire
Kura Sushi a ouvert son premier restaurant international à Taiwan en décembre 2014, près de la station de métro Songjiang Nanjing à Taipei.
Kura a mis en œuvre diverses méthodes d’automatisation pour maximiser l’efficacité et réduire les coûts. Par exemple, l’utilisation de bandes transporteuses (Kaiten) qui transportent les sushis jusqu’aux convives réduit le besoin de serveurs. De plus, dans certains établissements Kura Sushi, un robot appelé « KuraB le Kurabot » livre la nourriture, les boissons et d'autres articles commandées par les clients.
Kura Sushi a également mis en place des décorations et des menus basés sur des personnages de Sonic the Hedgehog, Hello Kitty, One Piece et Pikmin .En insérant un certain nombre d'assiettes dans un réceptacle, les clients peuvent déclencher des animations personnalisées ou gagner des prix au cours de leur repas.

## Réponse à la COVID-19
Pendant la pandémie de coronavirus, l'entreprise a reçu 6 millions de dollars en prêts-subventions destinés aux petites entreprises dans le cadre du Paycheck Protection Program. Les fonds ont été distribués dans le cadre de la loi CARES de 2,2 trillions de dollars du gouvernement et destinés aux travailleurs des employeurs de moins de 500 employés qui ne peuvent pas obtenir de crédit ailleurs. Le prêt a été retourné immédiatement après avoir été critiqué.